# Terwagne
Terwagne est une section de la commune belge de Clavier située en Région wallonne dans la province de Liège. C'était une commune à part entière avant la fusion des communes de 1977.

## Géographie

### Situation et description
Terwagne est un petit village typiquement condrusien d'approximativement 420 habitants, au passé riche de témoignages architecturaux. La plupart des constructions les plus anciennes ont été bâties en pierre calcaire.
La localité est située le long de la nationale 63 Liège-Marche dont le trafic a été dévié par une nouvelle percée plus à l'est du village, ce qui a rendu les routes de Liège et de Marche plus paisibles. Les villages voisins sont Clavier-Station, Ochain, Seny, Tinlot, Ramelot, Linchet et Modave.

## Démographie
- Sources:INS, Rem:1831 jusqu'en 1970=recensements, 1976= nombre d'habitants au 31 décembre

## Histoire
Depuis l'époque gallo-romaine, la chaussée romaine de Metz à Tongres traverse le lieu en empruntant deux rues du village : la rue Jean Hoche et la chaussée romaine.

## Patrimoine et culture

### Patrimoine architectural
- Église Saint-Hubert.
- Ferme des Dames Blanches.
- Cense Seigneuriale (déjà citée en 1300, puis décrite en 1572).
- Cense de Gueldre (ou Cense Proemen) (1613).

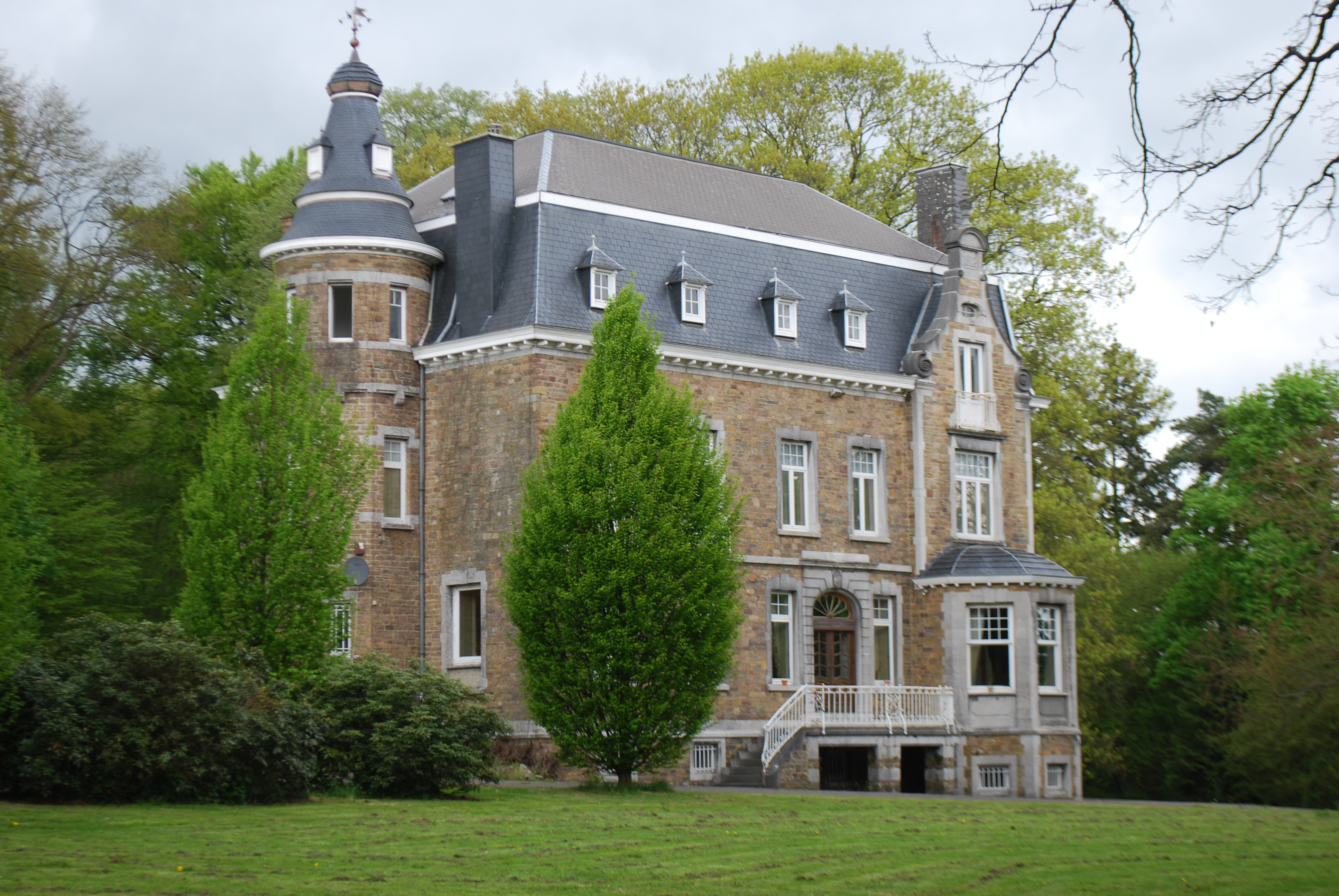
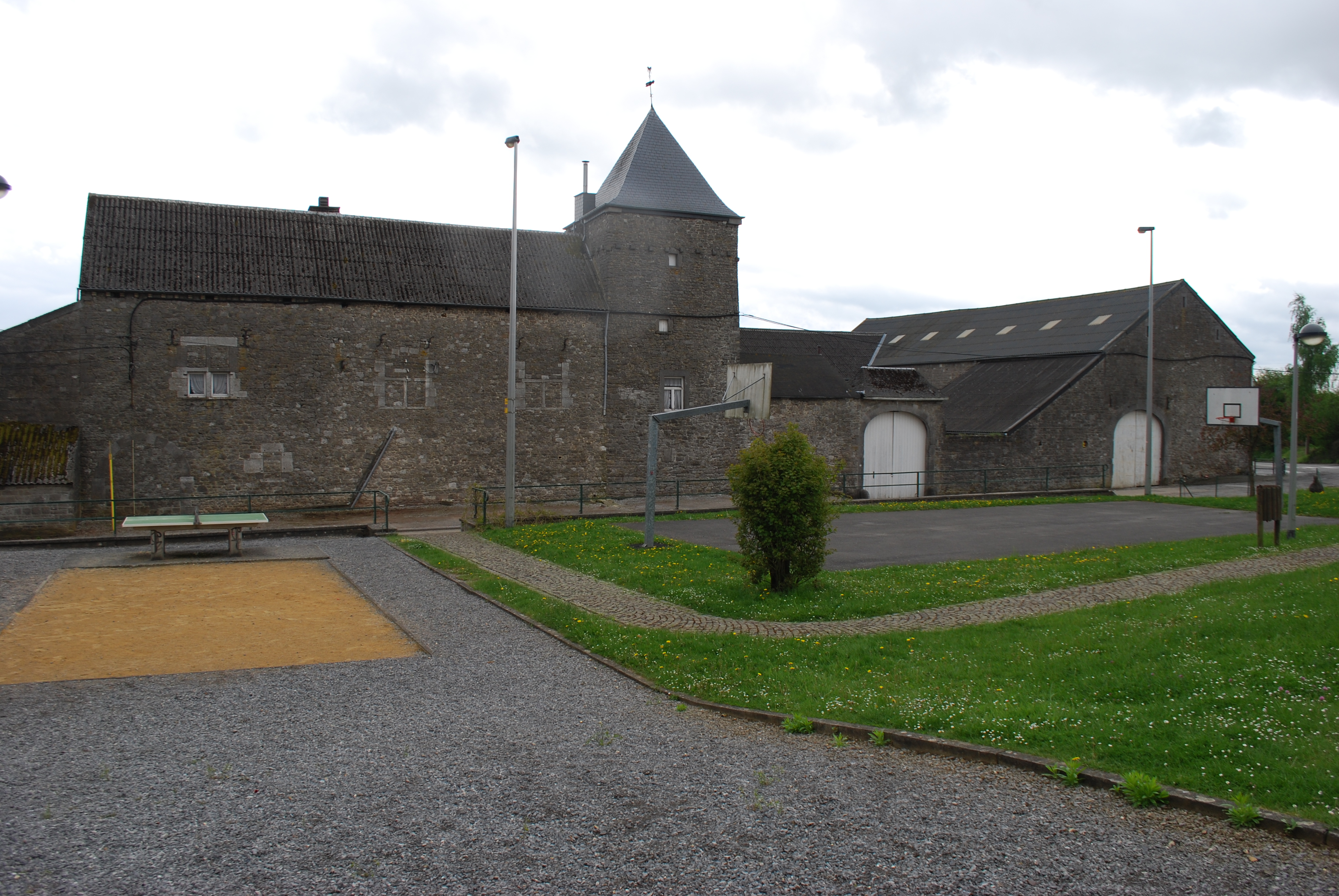
Ferme Les Dames Blanches.
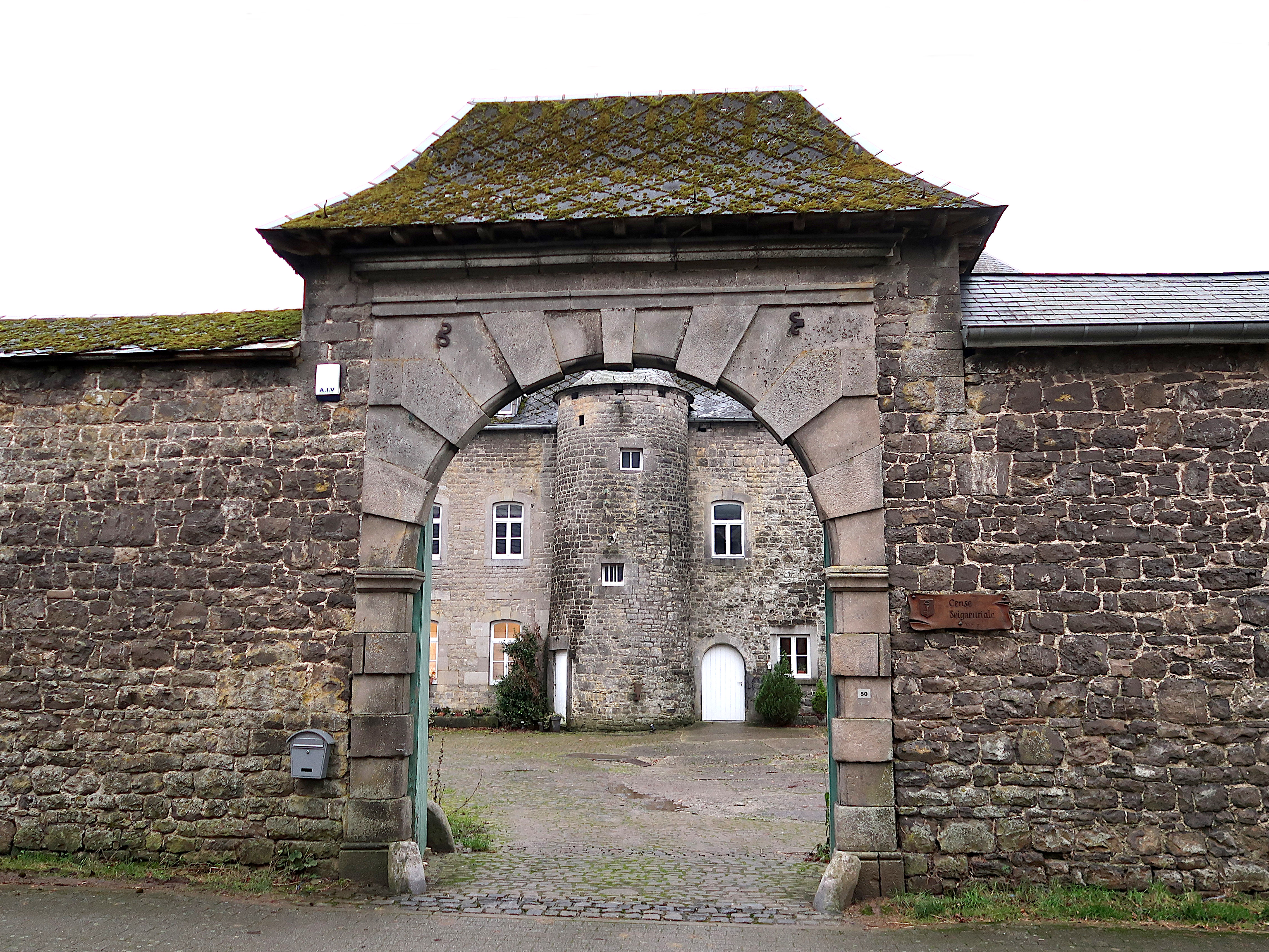
Cense Seigneuriale.
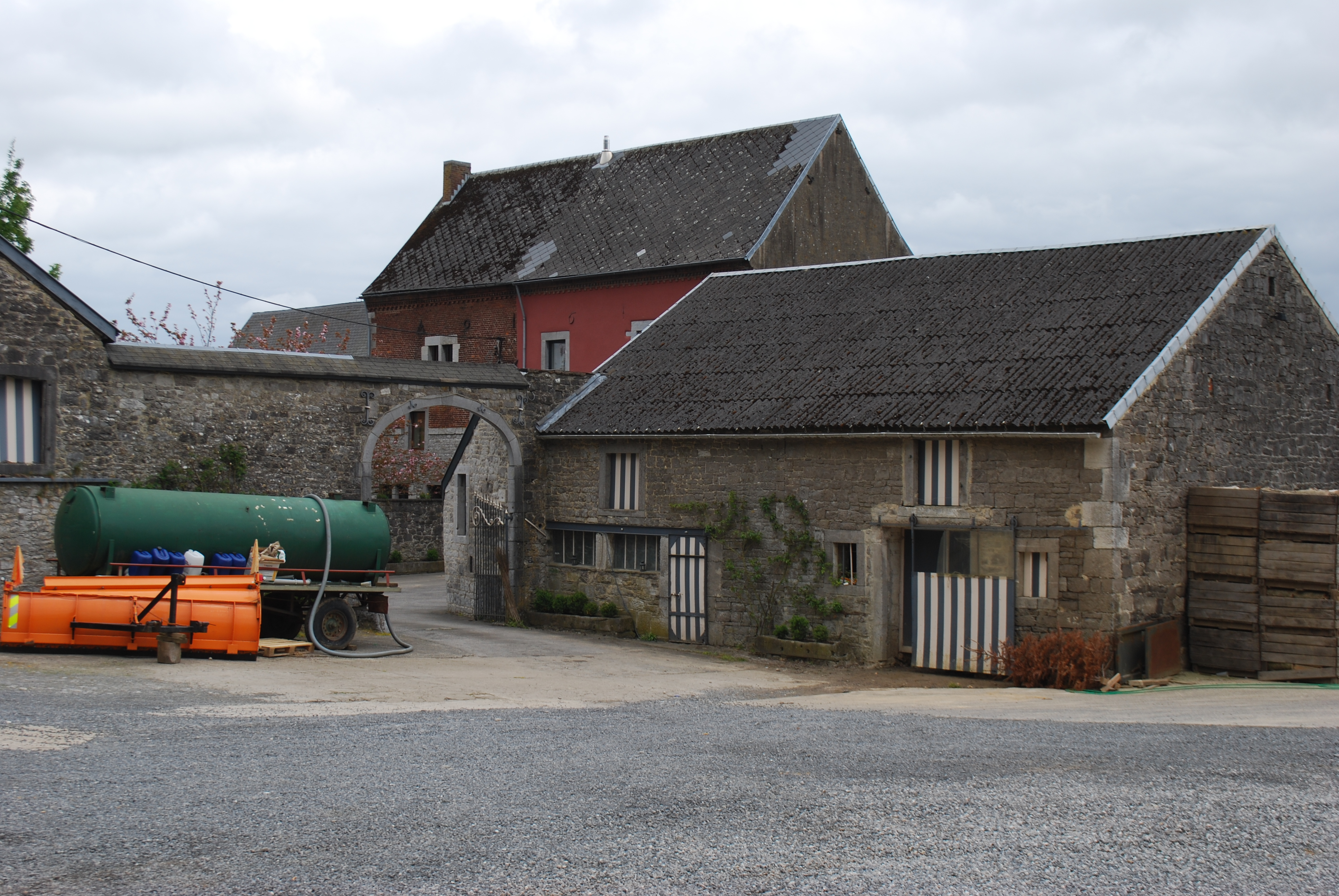
Cense de Gueldre.